# マーク・ジラルデリ
マーク・ジラルデリ（Marc Girardelli、1963年7月18日 - ）は、ルクセンブルクの男子アルペンスキー選手。元々はオーストリア生まれだが、後述する理由によりルクセンブルクに国籍を移している。
1980年代後半から1990年代にかけて活躍したオールラウンダー。ピルミン・ツルブリッゲン、アルベルト・トンバらと並び、この時代のアルペンスキー界を代表するスターである。

## 略歴
5歳でスキーを始め、8歳でアルペンスキーの大会に初参加し、以後ジュニアの大会で好成績を収める。しかしジラルデリの指導方針を巡って、当時ジラルデリが所属していたスキーチームのコーチとジラルデリの父親が対立。ジラルデリはオーストリアのナショナルチームを飛び出して父親と2人でトレーニングを行う道を選択したが、この結果ジラルデリはオーストリア代表として国際大会に参加することが不可能となったため、13歳のときにルクセンブルクに移住し、以後ルクセンブルク代表として国際大会に参加することになる。
1980年よりFISワールドカップへの参戦を開始。1983年に回転でFISワールドカップ初勝利を飾ると、翌1984年にはFISワールドカップ・回転の種目別チャンピオン、1985年・1986年にはFISワールドカップの総合チャンピオンを獲得（1985年は回転・大回転の種目別タイトルも獲得）と目覚しい躍進を見せる。
その後は度重なる怪我に悩まされたほか、ライバルであるツルブリッゲンの躍進などにより一時チャンピオン争いから遠ざかったものの、1989年には再びFISワールドカップの総合チャンピオンに返り咲く（滑降・アルペン複合の種目別タイトルも獲得）。その後1991年には4度目の総合チャンピオンを獲得したほか（回転・アルペン複合の種目別タイトルも獲得）、1993年には通算5度目となる総合チャンピオン（アルペン複合の種目別タイトルとの2冠）に輝くなど、息の長い活躍を見せた。
ただジラルデリはオリンピックの金メダルとは縁がなく、メダルも1992年アルベールビルオリンピックで、大回転・スーパー大回転で銀メダルを獲得したのみ。一方で世界選手権では4個の金メダルを含む11個のメダルを獲得している。
引退がささやかれるようになった1995年にはアルペン複合の種目別タイトルを獲得し、依然として健在ぶりを見せたジラルデリだったが、長年の選手生活で体のあちこちに故障を抱えており、1996年12月には滑降のレース中に古傷の膝を負傷。これが契機となり、1997年2月10日についに引退を発表した。
引退後は実業家に転身し、中国向けにビールの輸出を行ったり、インドアスキー場の経営に乗り出したりしており、2005年にはブルガリアに自らの名前を冠したスポーツセンターを設立。また同年には「Marc Girardelli」ブランドのスキーウェアの販売も開始している。

## W杯総合順位
| 1980 | 1981 | 1982 | 1983 | 1984 | 1985 | 1986 | 1987 | 1988 | 1989 | 1990 | 1991 | 1992 | 1993 | 1994 | 1995 | 1996 | 1997 |
| ---- | ---- | ---- | ---- | ---- | ---- | ---- | ---- | ---- | ---- | ---- | ---- | ---- | ---- | ---- | ---- | ---- | ---- |
| 84   | 26   | 6    | 4    | 3    | 1    | 1    | 2    | 5    | 1    | 25   | 1    | 3    | 1    | 2    | 4    | 22   | 115  |